# Ambrosio de Morales
Ambrosio de Morales (Cordova, 1513 – Cordova, 21 settembre 1591) è stato un umanista, storico e archeologo spagnolo.

## Biografia
Figlio di Antonio de Morales, medico ed insegnante presso l'Università di Alcalá, studiò presso la Università di Salamanca dove fu allievo di suo zio, il celebre umanista Fernán Pérez de Oliva, a quell'epoca rettore della stessa Università. Fu anche allievo di padre Melchor Cano, altro celebre umanista dell'epoca, studioso di linguistica ed autore di un trattato dal titolo Discurso sobre la lengua castellana. Morto suo zio nel 1531 fece ritorno alla sua città di origine nel 1533 entrò a far parte dell'Ordine di San Gerolamo nel quale fu ordinato sacerdote e venne nominato professore di retorica presso la locale università nel 1550.
Nel 1559 fu incaricato dal re Filippo II di intraprendere un viaggio di studio nei regni di León, Galizia e delle Asturie, di cui scrisse un resoconto Viage de Ambrosio de Morales por orden del Rey D. Phelippe II a los Reynos de León, y Galicia y Principado de Asturias e durante il quale raccolse volumi e documenti storici che portò presso il museo reale dell'Escorial. Sollecitato dalle impressioni di questo viaggio, convinse il sovrano a ordinare una Relazione sulla storia e la topografia dei popoli di Spagna basata sulle informazioni prese da un questionario ideato dallo stesso de Morales riguardante dati toponomastici, archeologici, storici ed ecclesiastici.
Nel 1567 fu incaricato come procuratore per il processo di canonizzazione di Diego d'Alcalá.